# Allan Gray
Józef Żmigród, född 23 februari 1902 i Tarnów i Österrike (nuvarande Polen), död 10 september 1973 i Amersham i Buckinghamshire i England, var en polsk kompositör verksam i Tyskland och England. 
Żmigród studerade musik för Arnold Schönberg. Han var verksam under pseudonymen Allan Gray.

## Filmmusik i urval
- 1931 - Berlin - Alexanderplatz
- 1931 – Grabbar med ruter i
- 1932 – Grevinnan av Monte Cristo
- 1932 – F.P.1 svarar ej
- 1943 – Det började i Berlin
- 1945 – Det hände i Skottland
- 1946 – Störst är kärleken
- 1951 – Afrikas drottning
- 1956 - Tarps Elin
- 1956 – Åsa-Nisse flyger i luften
- 1957 – Klarar Bananen Biffen?
- 1958 - Lek på regnbågen
- 1969 - En passion